# Dikraneura mali
Dikraneura mali är en insektsart som först beskrevs av Léon Abel Provancher 1890.  Dikraneura mali ingår i släktet Dikraneura och familjen dvärgstritar. Inga underarter finns listade i Catalogue of Life.